# Hillion
Hillion (bretonisch Helion) ist eine französische Gemeinde mit 4304 Einwohnern (Stand 1. Januar 2022) im Département Côtes-d’Armor in der Region Bretagne; sie gehört zum Arrondissement Saint-Brieuc und zum Kanton Trégueux.

## Geographie
Die Gemeinde liegt an der Ärmelkanal-Küste, in der Baie von Saint-Brieuc, rund 80 Kilometer nordwestlich von Rennes. Hillion liegt mit seinem nördlichen Teil auf einer Halbinsel, die im Westen von der Anse d’Yffiniac und im Osten von der Anse de Morieux umgeben ist. Jenseits der Anse d’Yffiniac liegen die Orte Langueux, Saint-Brieuc und Plérin.
Unmittelbare Nachbargemeinden im südlichen Teil sind Morieux im Osten, Coëtmieux und Pommeret im Südosten sowie Yffiniac im Süden.

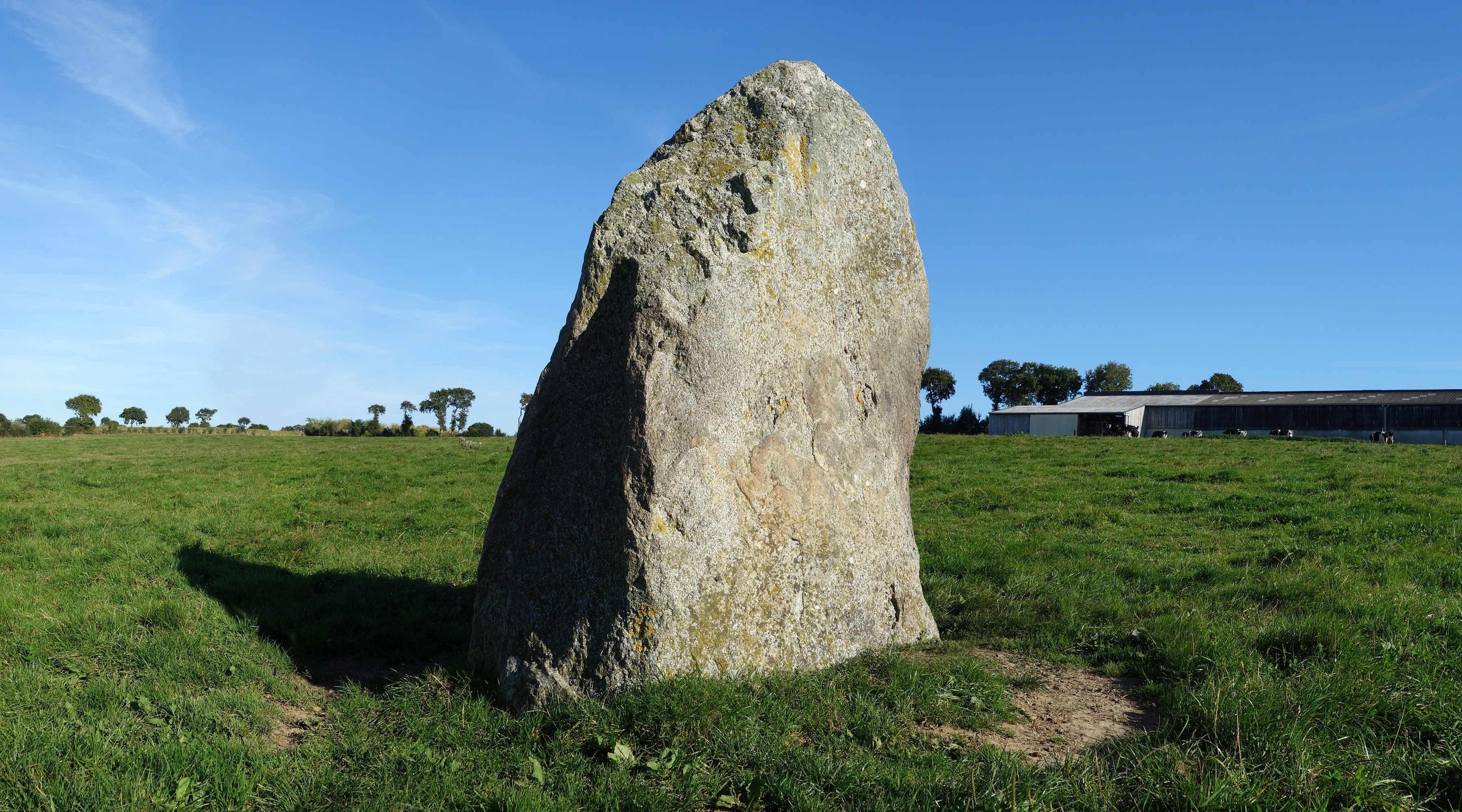
Der Menhir von Carquitté

An der östlichen Gemeindegrenze mündet der Fluss Gouessant in die Anse de Morieux. Weiter im Südosten verläuft sein Nebenfluss Évron. Das südwestliche Gebiet wird von einem kleinen Bach namens Cré entwässert, der in die Anse d’Yffiniac mündet.
Die ganze Bucht rund um Hillion, sowie einige Uferzonen stehen als Réserve naturelle de la Baie de Brieuc unter Naturschutz, Teile davon sind als Natura-2000-Schutzzonen unter FR5300066 und FR5310050 registriert.

### Verkehrsanbindung
Der namengebende Ort liegt aufgrund seiner Lage abseits überregionaler Verkehrsverbindungen, nur der Südosten des Gemeindegebietes wird von höherrangigen Straßen durchquert. Hier verlaufen die Route nationale 12, die von Rennes nach Brest führt, sowie die Départementsstraße D786, die entlang der Küste nach Saint-Malo verläuft.

## Bevölkerungsentwicklung
| Jahr      | 1968 | 1975 | 1982 | 1990 | 1999 | 2006 | 2010 |
| Einwohner | 2235 | 2858 | 3232 | 3591 | 3786 | 4001 | 4076 |

## Sehenswürdigkeiten
- Kirche Saint-Jean-Baptiste aus dem 14. Jahrhundert, Monument historique[1]
- Calvaire (Croix de Bonabry) aus dem 17. Jahrhundert, Monument historique[2]
- Taubenturm aus dem 16. Jahrhundert